# エフエムはつかいち
エフエムはつかいち（FMはつかいち）は、広島県廿日市市、広島市佐伯区、西区の各一部地域を放送区域として超短波放送（FM放送）を行うコミュニティ放送。特定地上基幹放送事業者は「FMはつかいち」である。

## 概要
2008年（平成20年）開局。開局当初はいわゆるきらら方式を採用していた。2015年6月より24時間放送を実施している。
マスメディア集中排除原則による公表対象である10％以上の株式を保有する株主は2020年11月時点では存在していない。2021年時点の代表は市内に所在する食品メーカー・デリカウイングの会長である細川匡が務めている。細川は小説家としても活動しており、自伝的ノンフィクション小説「今、そこにあるチャンス」にて、FMはつかいちの社長を引き受けた当時のエピソードが綴られている。
本社・演奏所（スタジオ）は下平良の大型ショッピングモールゆめタウン廿日市内、送信所は大野字福面、中継局は佐伯（峠）と吉和にあり、いずれも周波数76.1MHz、空中線電力20Wで送信している。放送区域を広島西部地域と自称している。
インターネット配信はJCBAインターネットサイマルラジオによる。

## 沿革
- 2007年（平成19年）
  - 5月 - 株式会社FMはつかいち設立
- 2008年（平成20年）
  - 1月30日 - 放送局（現特定地上基幹放送局）の予備免許取得[3]
  - 2月20日 - 放送局の免許取得
  - 2月23日 - 開局、本放送開始[4]
- 2015年（平成27年）
  - 6月1日 - 開局の地であった廿日市市住吉からゆめタウン廿日市へ移転
    - ゆめタウン廿日市のグランドオープンは6月11日
- 2018年（平成30年）
  - 12月7日 - 佐伯局、吉和局の免許取得[5]
  - 12月9日 - 佐伯局、吉和局が開局[6]
- 2020年（令和2年）
  - 10月5日 - 自社制作番組の『インディーズ・アロー』がミュージックバードを通じ全国のコミュニティ放送局でネットで放送開始[7]

## 放送時間
2015年6月のゆめタウン廿日市へ移転後、ミュージックバードのネットを開始。日曜深夜も含め24時間放送を実施している。
- 過去の放送時間
  - 開局当初 - 2010年3月31日までの放送時間：全日7:00から22:00。
  - 2010年4月1日 - 2012年3月31日までの放送時間：月曜日から金曜日が7:00から22:00まで（オープニング、クロージングを含めると6:59:00 - 22:02:30）、土曜日・日曜日が7:00から21:00まで（オープニング、クロージングを含めると6:59:00 - 21:02:30）と土休日の放送時間が1時間短縮。
  - 2012年4月1日 - 2012年12月31日までの放送時間：全日8:00から19:00まで（オープニング、クロージングを含めると7:59:00 - 19:02:30）と大幅に放送時間が短縮
    - 2012年4月1日は「はつかいち桜まつり」の特別番組の為、10:00 - 16:00（オープニング、クロージングを含めると9:59:00 - 16:00:00）の短縮放送）。

  - 2013年1月1日 - 2015年6月までの放送時間：月曜日から金曜日が7:00から22:00まで（オープニング、クロージングを含めると6:59:00 - 22:02:30）、土曜日・日曜日が9:00から20:00まで（オープニング、クロージングを含めると8:59:00 - 20:02:30）と平日は放送開始当初に戻ったものの、土休日の放送時間は従来通りで放送開始と終了が1時間繰り下げた形となっている。
- 災害時は24時間情報提供を行う。

## 番組編成
ゆめタウン廿日市への移転前は一部番組を除き全て自社制作番組であったが、移転後はミュージックバードのネットを開始。
2025年7月現在

### 自社制作番組
- Wake up! Morning!!（月曜 - 金曜／7:00 - 9:00）
- アサクジ（月曜 - 金曜／9:10 - 10:00）
- 昼なんじゃけん!761（月曜 - 金曜／12:00 - 15:00）
- イブニング☆ディライト（月曜 - 金曜／17:00 - 18:30）
- キラキラ☆アートBOX（月曜／10:00 - 11:00）
- 村井優のFoot × Local（第1・3週月曜/16:00 - 17:00）
- 若鯉・大野寮物語 ～一軍への道～（第1・3月曜／18:30 - 19:00）
- Music GoGO!広島でのライブ前の曲特集（第2・5月曜／18:30 - 19:00）
- きものサタデイ 牛乃家 べこまるのラジヲSHOW劇場（第4月曜／18:30 - 19:00）
- 歌って♪七コロン日、ノリ陽気!（月曜／19:00 - 20:00）
- やまびぃ DE ナイト（月曜／20:00 - 21:00）
- Dreamer Dreamer IN Jazz（第1・3週月曜/21:00 - 22:00）
- ECOしま専科（火曜／10:00 - 11:00）
- B‘ｚのことが好きじゃけん（第1週火曜／11:00 - 12:00）
- 軽マーケット新沢亮二のはつかいち大好き!（第2・4火曜／11:00 - 11:30）
- ママ夢ラジオ（第5火曜／11:00 - 11:30）
- スポーツのまち　はつかいちサンスポ!（第2火曜／11:30 - 12:00、土曜 16:00 - 16:30）
- 辻寛子の「おんがくのトビラ」（第1・3火曜／15:00 - 16:00）
- クラシック FOR YOU（第1・3・5火曜／18:30 - 19:00）
- はつかいち 来て 観て 食べて もう一度!（第2・4火曜／18:30 - 19:00）
- さくらぴあスマイルトーク（火曜／19:00 - 20:00、土曜／12:00 - 13:00再放送）
- 香川裕光のAcousticラジオ♪（第2・4週火曜/20:00 - 20:30）
- 楓子のシュワらじ（第1週火曜/21:00 - 21:30）
- LINKsRINGミュージック（第1週火曜/21:30 - 22:00）
- 音の森　吹奏楽団（第3週火曜/21:00 - 21:30）
- まんぷくが行く！はつかいち産がさいこー！（第4水曜／10:00 - 10:30）
- 葡萄亭わいんのラジオ寄席（第2・4水曜／16:30 - 17:00）
- 京太郎・のりぴぃの「ワハハ de ラララ」（水曜／18:30 - 19:00）
- 音楽情報番組 インディーズ・アロー（水曜／19:00 - 20:00） - ミュージックバードを通じて全国のコミュニティ放送局に配信されている。この場合の放送時間は、当局放送翌週の月曜 26:00 - 26:58（遅れネット）。
- はしもとていじのおやじのカントリー（水曜／20:00 - 21:58）
- デュオ旭爪（ひのつめ）姉妹のクラシックをご一緒に♪（第1・3木曜／10:00 - 10:30）
- むらっぴ・めいこパパの『ニュータイプ研究所』（第1木曜／11:00 - 11:30）
- オカノセンセーのチェックラジオ（第3木曜／17:00 - 18:00）
- Soluanaのヒーリングタイム♪（第1・3木曜／18:30 - 19:00）
- ひろみのマイ・フェア・レディ（第2・4木曜／18:30 - 19:00）
- 万貴音のじゃんごりあん☆カンパニー（木曜／19:00 - 20:00）
- ミナキーのコアソング・ユアソング（第1木曜／20:00 - 20:30）
- 悪女時代の悪女じゃないけん!（第2・4木曜／20:00 - 20:30）
- いきいきFactory（第3木曜／20:00 - 21:00）
- シン・はつかいちスポーツ魂 （金曜 10:00 - 11:00）
- Moon noon channel（第1金曜／11:00 - 12:00）
- 西広島タイムスpresentsえるこちゃんTimes（第2・4金曜／11:00 - 11:30）
- ハツカレッジー大人の学び直しラジオー（第1週金曜／15:00 - 16:00）
- HOTひといき（第2・4週金曜／15:00 - 16:00）
- Macoの時空のおくりもの（第1・3週金曜／16:00 - 16:30）
- RADIO HIROSHIMA PRAYER（金曜／16:30 - 17:00）※ 広島FMと共同制作
- 地元でがんばるjin（金曜／18:30 - 19:00）（元：廿日市地域がんばるjin）
- 夢プラン（第1・3・5金曜／19:00 - 20:00）
- 廿学ラジオ（第2・4金曜／19:00 - 20:00、土曜／15:00 - 16:00再放送）
- 平口ひろしのスクランブルトーク（土曜／10:00 - 10:30）
- えつ子の走れ!オリソンミュージック♪（第2・4土曜／16:30 - 17:00）
- 僕らの放送! -our broadcast（土曜／17:00 - 18:00）
- RED☆EYEの FIRE RADIO STATION（第2土曜／18:30 - 19:00）
- ヨッシーと多分愉快な仲間たち（第2・4土曜／19:30 - 20:00）
- 半ちゃんとまごころの輪（日曜／10:00 - 10:30）
- 奥田晶子の魅惑のシャンソン♫（第1・3・5日曜／10:30 - 10:55）
- さくらのhappyナビゲーション（第2日曜／10:30 - 10:55）
- げんきなこの一病息災ハッピートーク（第4日曜／10:30 - 10:55）

- ひろまる にほんごひろば（第3日曜／11:00 - 12:00）
- まさこのシネマカフェ（第5日曜／11:00 - 13:00）

### 不定期に行われる特別番組
- 廿日市市長選挙・廿日市市議会議員選挙「選挙開票速報特番」
- 沖本・吉松・伊藤・河浜のプログレナイト

### 音楽フィラーのみの番組
- Hatsukaichi Juke Box（旧Music a go! go!）（月・金曜 11:00 - 11:56、16:00 - 16:56／火曜 10:00 - 10:56、11:00 - 11:56／水曜 10:00 - 10:56、11:00 - 11:56、16:00 - 16:56／第1・3木曜 11:30 - 11:56、16:00 - 16:56／第2・4・5木曜 11:00 - 11:56、16:00 - 16:56／土曜 11:00 - 11:56、14:00 - 14:56、15:00 - 15:56、16:30 - 10:56、11:00 - 11:56、16:00 - 16:30／日曜 11:00 - 11:56、14:00 - 14:56、15:00 - 15:56、16:00 - 16:56）
- FMはつかいち Monthly Power Push（毎時:56～00。時間の都合上放送されない場合もある。その月にリリースされる楽曲を毎月1曲選曲し、放送する）

### 行政ニュース・医療情報 （※医療情報は収録放送）
- HATSUKAICHI CITY INFORMATION 行政ニュース（月曜～金曜 8:40 - 8:55頃、13:10 - 13:25頃、17:10 - 17:25頃）
- はつかいち医療情報（水曜 9:25頃 - 9:30頃、再放送・13:30頃 - 13:35頃、17:30頃 - 17:35頃）

## 過去に放送された番組
- Mebiusのラジオするんですけどどうしたらいいですか?
- RONDONRATSの監獄トークDX
- Gaz Wonderland
- NoriNori MONDAY ナイト（月曜 19:00 - 19:56）
- ルシカミュージックスポットLusica Music Spot
- 藤咲真介のMusic of night
- けんちゃんの週末cafe
- けんちゃんのいきおい放送局
- ぐっどもーにんぐ761
- 廿日市市役所探検隊
- はつかいち旅ナビ
- 瀬戸内海はボクの冷蔵庫
- 何しているの?廿日市商工会議所
- まるごと教えて! 宮島水族館
- JCDキャロットラジオ
- NoriNori PTA広場
- 桜ゆうこのOPEN!ラジオ
- やまびぃ＆のりぴぃのお喋りらんど
- とびきりGOOD NIGHT〜あなたもパーソナリティ〜
- Sparkling Tea Time!!
- ほっとプラスはつフラ
- 廿日市情報マーケット らららラジオ
- はつかいちで逢いましょう
- eco DE ナイト
- YOU DOKI 761
- つもるとちえのど〜んといこか!?
- つかちゃんと倉ちゃんのカーライフナビ
- スマイルケア はじめの一歩
- 正光技建 熱血人間塾
- ゴゴマエ SUNSHINE
- ITADAKI Radio
- HIRU-DOKI Radio
- お昼DAYO! 761
- ぐるっとわいど♪はつかいちっく
- Photo No Ha
- ゆうこりんとゴットマザー亀田のPhottoなLife（晩期は番組名「PhottoなLife」で放送）
- HOT KE NIGHT
- Dreamer Dreamer in クラシック
- こんにちは!エコらすです。
- よくばりFactory
- くらはしけんじのくだらないラジオ
- フォークDE NIGHT
- はつかいち探訪
- はつかいち市役所探検隊
- オレンジガードレールと倉ちゃんのラジオっちゃフライデー
- MMJのHMR
- ココロの晩ご飯〜栄養時間〜
- 情報クルージングサタデーin宮島
- 快眠広場
- HAPPY HAPPY SATURDAY
- ミサのしあわせめっけ（ハートマーク）!?
- 学生団体キャンパスジェネレーション
- 広島レボリューション
- まさこのシネマカフェ
- wake up サタディ/サンディ
- 情報クルージングサンデーin廿日市
- STAY TUNE 761
- Sunday in POPS
- ゴジトク
- うたって歌謡曲
- FMH Artist Pick
- 演歌クルージング
- 近藤夏子のハイテンションガール
  - 近藤夏子の〝なっちゃんはね、夏子っていうんだ本当はね〟
- おはサタ761
- おはサン761
- のりコロわいんの女子会ナイト
- 河浜一也のバライティーナイト
- ポップ・ステップ・ジャンボリー
- さくらぴあスマイルトーク
- 劇団Tempaのゲキラジ!
- みんなハツラツ！スポーツ魂!!
- キラキラ☆アートボックス

etc･･･

## 主なパーソナリティ（スタッフ）

### 現在のパーソナリティ
- 國廣祐子
- 三上雄大
- 新木緑
- 崎田えみ子
- 山下梨代子
- 黒木真由
- 井筒智彦
- 奥田晶子
- あやな
- あおきあきお
- 大田典子（愛称：のりぴぃ）
- 岡千恵（元テレビ新広島アナウンサー・フリーアナウンサー）
- 牛乃家べこまる
- 有井聡曜
- おかざきしんじ
- 沖野有紗
- 尾本喜代美（演歌歌手）
- 悪女時代
- みかりん（悪女時代）
- オカノヒロシ
- 香恋
- 狩山穂香
- 香川裕光（シンガーソングライター）
- 岡本京太郎
- 香川典加（フリーアナウンサー、愛称：ふ〜みん）
- 金田竜典
- 川本恭子（パーカッショニスト）
- 倉本良一（愛称：倉ちゃん） - 局長
- キムラミチタ
- 國廣裕子（愛称：ゆうこりん）
- 栗林克行
- ショータ、かずき、佐々木一磨（Junk Box Party）
- 篠原良一郎（カメラマン、映像クリエイター）
- 竹内大策
- 高橋直美
- YY（トゥーワイ）
- 竹内志乃
- 竹内彩華
- 橘貴範
- 月野さやか
- 旭爪裕美子
- 旭爪千恵
- 辻寛子
- 寺本隆（ウクレレ奏者）
- 伊達奈緒美
- なおみ
- 中田健史
- 藤井絢子
- ひとみん
- べりー
- 細川七海
- はまさきかおり
- 濵本恵康（ピアニスト）
- 楓子
- 舩附洋子
- 橋本貞治
- HAL
- 葡萄亭わいん（落語家）
- 半明晃二
- 東園恵
- めぐりん
- 松岡伸二
- りりか、るか、あこ（ま～ぶる☆）
- 村井優
- Maco
- 松島詩織
- みゆ姉
- 水木翔子（シンガーソングライター）
- 向井真帆（チェリスト）
- むらっぴ
- めいこパパ
- 万貴音（男女ツインボーカルユニット）
- まさこ
- 三浦ひろみ（日本画家）
- 森岡えつ子
- 望月主税
- 山本芳邦
- 吉田英美（気象予報士）
- 吉田峻
- 横山はるみ
- RED★EYE（ポピュラーシンガー）

### 過去のパーソナリティ
- RONDONRATS。
- Mebius
- Gaz
- 佐々木洋子
- 平々亭青馬
- 藤咲真介
- 工谷明子
- 大江愛 -　愛称は「メグ」、2012年3月退職。
- 倉本桜子 -　愛称は「sakurako」、2012年2月終了。
- 山口亜希子 -　2012年3月31日終了。
- 川口英樹 -　2012年3月退職。
- 倉本まさこ -　愛称は「まさこ」、「まさこのシネマカフェ」を担当。
- 大須賀あい -　2011年2月終了
- まあや -「Sunday in POPS」等を担当
- 玉井芹香
- 奥野てっぺい
- 辰野祐子
- 松原千明
- 表優希
- はなちゃん
- 岡本積
- 末武太
- 風呂哲州
- 吉上賢一
- にしべみか
- 佐野壽一
- MISA
- Greg Allen
- 松岡 伸二
- 株主総会
- 廣兼佳乃子（愛称：kano）
- 河浜一也（音楽プロデューサー・学習塾経営者）
- マッキー（音楽プロデューサー）
- 山本千帆里
- 松ノ木愛弓（フリーアナウンサー、愛称：あゆみん）
- 近藤夏子（シンガーソングライター）